# Defter
Un defter (plural: defterler) o daftar era un tipus de registre fiscal i cadastre immobiliari a l'Imperi Otomà.
La informació recollida pot variar, però el Tahrir defterleri típic incloîa detalls de llogarets, habitatges, caps de família (homes adults i vídues), ètnia i religió (ja que podrien afectar les obligacions fiscals i exempcions), i l'ús del sòl. El defter-i hakâni era un registre de terres, també usat amb finalitats fiscals impositives.
Cada vila tenia un defter i generalment un oficiant o algú en un paper administratiu per determinar si la informació havia de ser registrada. L'oficiant era habitualment alguna mena de persona culta que tenia coneixement de les regulacions estatals. El defter era usat per registrar interaccions familiars com matrimonis o herències.
Aquests registres són útils per als historiadors perquè aquesta informació permet una comprensió més profunda de la propietat de la terra entre els otomans. Això és particularment útil quan es tracta d'estudiar els assumptes diaris dels ciutadans otomans.
Alguns funcionaris otomans responsables d'aquests registres fiscals eren coneguts com a ' defterdars.
El terme es deriva del grec diphthera διφθέρα que vol dir llibre (que té pàgines de pergamí de cabra, que s'utilitza juntament amb el papir com a paper en l'antiga Grècia) manllevat de l'àrab دفتر: daftar vol dir llibre
El terme 'diftèria' o 'difteritis', malaltia contagiosa aguda causada pel Corynebacterium diphtheriae (bacil de Klebs-Loffler) té el mateix origen.